# Adolphe Paul Émile Balfourier
Adolphe Paul Émile Balfourier, né à Montmorency le 11 août 1816 et mort à Gouvieux le 8 janvier 1898, est un peintre et graveur à l'eau-forte français.

## Biographie
Il fait des études de droit et devient avocat. Paysagiste, élève de Charles Rémond, il participe au Salon de Paris en 1843 et reçoit une médaille de 3e classe en 1844 et de 2e en 1846. Il candidate en 1845 au grand prix de paysage historique de l'année mais ne le remporte pas.
Balfourier effectue deux voyages en Italie et deux autres en Espagne où il séjourne quelques années (1846-1847). Il tire de ses voyages de nombreux tableaux qu'il exécute et expose sans interruption de 1853 à 1857. On lui doit aussi des eaux-fortes qu'il publie dans L'Artiste et dans L'Illustration nouvelle (sept pièces, 1868-1881 chez Alfred Cadart).

## Œuvres
- Vue de Tivoli, 1844[5]
- Environs de Valldemusa (Majorque), Musée des beaux-arts de Nantes[6]
- La Rade d’Hyères, Musée d'art d'archéologie et de sciences naturelles de Troyes
- Vue prise dans le Var, Musée d'art d'archéologie et de sciences naturelles de Troyes
- Vue d'un paysage méditerranéen
- Vue de Majorque
- Voiliers dans l'estuaire
- Étang dans la campagne romaine
- Laveuses de linge dans la campagne romaine, 1866
- Oasis
- Paysage animé au moulin
- Vaches s'abreuvant au bord de la rivière dans un paysage montagneux
- Berger et son troupeau
- Vue d'une Villa à Valldemusa (Majorque)
- Paysage andalou
- La Tour Semblancq près Elche, Espagne, 1855
- L'Abreuvoir, Musée Fabre, Montpellier
- Une Barque sur le Gapeau, 1872
- La Campagne italienne, Musée des beaux-arts de Nancy
- Le ravin d’Elche, vers 1850-1855, huile sur toile, 131 x 196 cm , Musée des Beaux-Arts d'Orléans[7].